# Jurassic Park
 For alternative betydninger, se Jurassic Park (flertydig). (Se også artikler, som begynder med Jurassic Park)
Jurassic Park er en amerikansk film fra 1993, instrueret af Steven Spielberg. Filmen er baseret på bogen Jurassic Park af Michael Crichton. I 1994 vandt filmen tre Oscars for bedste lydredigering, bedste visuelle effekter og bedste lyd. Bogen fremhæver Ian Malcolm og hans kaosmatematiske og fraktal teori mere end filmen.
I 1997 kom efterfølgeren The Lost World: Jurassic Park, denne film er også baseret på Michael Crichtons roman Den Forsvundne Verden – fortsættelsen af hans første roman Jurassic Park.
I 2001 kom Jurassic Park III i biografen og i 2015 Jurassic World og i 2018 kom Jurassic World: Fallen Kingdom.

## Handling
Rigmanden John Hammond (Richard Attenborough) opstarter en forlystelsespark med dinosaurer på øen Isla Nublar. Dinosaurerne er genoplivet ud fra blod vha. avanceret genteknologi efter 65 millioner år. Blodet stammer fra en myg, der mens dinosaurerne levede bed en, men efterfølgende blev fanget i flydende harpiks, som blev til rav. Denne klump rav blev fundet af nogle arkæologer og har siden hen dannet basis for genoplivelsen af fortidens herskere. Da et hold af testere skal afprøve parken, sker en længere række uheld, og sikkerheden rækker ikke længere til at holde dinosaurerne indelukket.

## Medvirkende
- Sam Neill som Dr. Alan Grant: En professor og forfatter, med speciale i dinosaurer og kloning.
- Laura Dern som Dr. Ellie Sattler
- Jeff Goldblum som Dr. Ian Malcolm
- Richard Attenborough som John Hammond: Leder af firmaet InGen og idémand bag Jurassic Park. Han kendetegnes ved sit hvide skæg, hvide hat og hvide påklædning. Jurassic Park var Attenboroughs første filmrolle siden The Human Factor i 1979.
- Ariana Richards som Alexis "Lex" Murphy: Hammonds barnebarn. Er vegetar og selvlært hacker.
- Joseph Mazzello som Timothy "Tim" Murphy: Lex' dinosaurinteresserede lillebror. Han har læst alle Alan Grants bøger.
- Bob Peck som Robert Muldoon
- Samuel L. Jackson som Ray Arnold
- BD Wong som Dr. Henry Wu
- Martin Ferrero som Donald Gennaro

Desuden medvirker følgende dinosaurarter:
- Alamosaurus (kun set som skelet)
- Brachiosaurus
- Dilophosaurus
- Gallimimus
- Parasaurolophus
- Triceratops
- Tyrannosaurus
- Velociraptor

## Andre Dinosaurere i parken
- Herrerasaurus[1]
- Baryonyx (kun på Isla sorna, site B, hvori Hammond klonede alle sine dinosaurere)
- Compsognathus
- Stegosaurus